# الجنيات ذات الأجنحة الحمراء
الجنيات ذات الأجنحة الحمراء (Malurus elegans) هي نوع من الطيور الجاثمة في عائلة النمنمة الأسترالية، وهو طائر غير مهاجر ومتوطن في الركن الجنوبي الغربي من أستراليا. يُظهر الذكر درجة عالية من إزدواج الشكل الجنسي، حيث يتبنى ريش تكاثر ملون بديع، مع تاج أزرق فضي قزحي الألوان، وغطاء للأذن وأعلى الظهر، وأكتاف حمراء، متناقضة مع الحلق الأسود والذيل والأجنحة ذات اللون الرمادي والبني والأجزاء السفلية الباهتة. الذكور والإناث والصغار غير المدجنة لديهم ريش بني رمادي في الغالب، على الرغم من أن الذكور قد تحمل ريشًا أزرق وأسود منعزلاً. لم يُعثر على سلالات منفصلة. تشبه في المظهر وترتبط ارتباطًا وثيقًا الجنيات المتنوعة [الإنجليزية]الجنيات الزرقاء الصدر [الإنجليزية]، فهي تعتبر نوعًا منفصلاً حيث لم تسجل أي أشكال وسيطة حيث تتداخل نطاقاتها. على الرغم من أن الجنيات ذات الأجنحة الحمراء شائعة محليًا، إلا أن هناك أدلة على انخفاض أعدادها.
تحمل منقارًا رفيعًا مدببًا ومُكيَّفًا لفحص الحشرات واصطيادها، فإن الجنيات ذات الأجنحة الحمراء هي في الأساس آكلة للحشرات؛ تتغذى وتعيش في مأوى للنباتات المتناثرة في الغابات معتدلة الرطوبة التي تهيمن عليها الأوكالبتوس متنوع الألوان [الإنجليزية]، وتبقى قريبة من الغطاء لتجنب الحيوانات المفترسة. مثل الخيالات الأخرى، فهو نوع من أنواع التكاثر التعاوني، مع مجموعات صغيرة من الطيور تحافظ على الأراضي الصغيرة وتدافع عنها على مدار العام. تتكون المجموعات من زوج أحادي الزواج اجتماعيًا مع العديد من الطيور المساعدة التي تساعد في تربية الصغار. سُجلت نسبة أعلى من المساعدين لهذه الأنواع مقارنة بالأنواع الأخرى من الجنيات. سُجلت مجموعة متنوعة من الأصوات والعروض المرئية للتواصل والتودد في هذا النوع. يستخدم الغناء للإعلان عن منطقة، ويمكن للطيور أن تميز الأفراد الآخرين بالأغنية وحدها. يقطف ذكور النمنمة بتلات صفراء وعرضها على الإناث كجزء من عرض المغازلة.

## التصنيف والنظاميات
وصف عالم الطيور جون جولد الجنية ذات الأجنحة الحمراء في عام 1837، الذي أعطاها اسمًا محددًا للطائر مشتقًا من المصطلح اللاتيني elegans "الأنيق". وأشار إلى أن موقعه على الساحل الشرقي لأستراليا، لكنه صحح خطأه بعد مجموعات أخرى من قبل جون جيلبرت إنه في جنوب غرب أستراليا. وصف عالم الطيور الهاوي غريغوري ماثيوز في عام 1916 الطيور من غابات كاري الجنوبية بأنها نوع فرعي وارني، على أساس ريش أنثى أكثر قتامة. ومع ذلك، لم يلاحظ الآخرون ذلك لاحقًا والإجماع الحالي هو أنه لا يتم التعرف على نوع فرعي منفصل. هناك اختلاف طفيف في الحجم أو اللون داخل الأنواع بين التجمعات أو الأفراد.
إنه واحد من أحد عشر نوعًا من جنس مالوروس [الإنجليزية]، المعروف باسم الجنيات، الموجود في أستراليا و غينيا الجديدة المنخفضة. حسب الجنس ينتمي إلى مجموعة من أربعة أنواع متشابهة جدًا تُعرف مجتمعة باسم الجنيات ذات الأكتاف الكستنائية. الأنواع الثلاثة الأخرى هي فيريورن جميل [الإنجليزية]، الجنيات المتنوعة [الإنجليزية]، والجنيات االجنيات المتنوعة [الإنجليزية]. أظهرت الدراسة الجزيئية أن الجنيات زرقاء الصدر هي الأكثر ارتباطًا بالجنيات ذات الأجنحة الحمراء.
إن الجنيات ذات الأجنحة الحمراء لا علاقة لها بالنصر الحقيقي تماماً مثل الجنيات الأخرى. في البداية، كان يُعتقد أن الجنيات تنتمي إلى عائلة صائد الذباب في العالم القديم، أو عائلة الدخلة، دخلية، قبل وضعها في عائلة النمنمة الأسترالية المعترف بها حديثًا، صعوية أسترالية، في عام 1975. في الآونة الأخيرة، أظهر تحليل الحمض النووي أن العائلة مرتبطة بآكلات العسل (Meliphagidae) و Pardalote [الإنجليزية] (Pardalotidae) في عائلة كبيرة جداً، وهي آكلات العسل وأشباهها.
الأسماء البديلة للجنيات ذات الأجنحة الحمراء تشمل النمنمة ذات الجناحين الأحمر والأزرق والأحمر الجناحين.

### التاريخ التطوري
اقترح عالم الطيور ريتشارد شود [الإنجليزية] في دراسة عام 1982 أصلًا شماليًا لمجموعة الجنيات ذات أكتاف الكستناء بسبب تنوع الأشكال في الشمال وغيابها في جنوب شرق القارة. انتشرت طيور الأسلاف جنوباً واستعمرت الجنوب الغربي خلال فترة دافئة ورطبة منذ حوالي مليوني سنة في نهاية العصر الجليدي أو بداية العصر الحديث. أدت ظروف البرودة والجفاف اللاحقة إلى هجرة الموطن وتشتت التجمعات. أدت الطيور الجنوبية الغربية إلى ظهور ما يُعرف الآن باسم الجنيات ذات الأجنحة الحمراء، بينما أصبحت الطيور الموجودة في شمال غرب القارة هي الجنيات المتنوعة. سمحت الظروف الأكثر دفئًا والرطوبة للطيور بالانتشار جنوبًا؛ هذه المجموعة، التي تحتل وسط جنوب أستراليا شرقًا إلى شبه جزيرة اير [الإنجليزية]، أصبحت الجنيات الزرقاء الصدر. ثم أدى المناخ الأكثر برودة إلى عزل هذه أيضًا وتطورها إلى نوع منفصل. أخيرًا، بعد نهاية الفترة الجليدية الأخيرة من 12000 – 13000سنة مضت، انتشرت الأشكال المتنوعة الشمالية مرة أخرى جنوبًا. وقد أدى ذلك إلى تداخل نطاقات الأنواع الثلاثة.

## وصف
يبلغ طول الجنية ذات الأجنحة الحمراء 15 سـم (6 بوصة) ويزن 8–11 غ (0.28–0.39 أونصة)، مما يجعلها أكبر الجنيات. متوسط طول الذيل 7.5 سـم (3.0 بوصة)، من بين الأطول في الجنس. بمتوسط 10 مـم (0.4 بوصة) عند الذكور و 9.3 مـم (0.4 بوصة) في الإناث، يكون المنقار طويلًا نسبيًا وضيقًا ومدببًا وأعرض عند القاعدة. أعرض من العمق، فإن المنقار مشابه في شكله لتلك الطيور الأخرى التي تتغذى عن طريق البحث عن الحشرات أو عن طريق انتزاعها من المناطق المحيطة بها.
فإن الجنيات ذات الأجنحة الحمراء تتميز بإزدواج الشكل الجنسي الملحوظ مثل الخرافات الأخرى، حيث يتبنى الذكور ريش تكاثر مرئي للغاية من اللون الأزرق القزحي اللامع والكستناء المتناقض مع الأسود والبني الرمادي. يظهر التاج ذو الألوان الزاهية وخصلات الأذن وأعلى الظهر بشكل بارز في عروض التكاثر. الذكر في ريش التكاثر له تاج أزرق فضي، وغطاء أذن وأعلى ظهر، وحلق أسود ومؤخر، وأكتاف بنية حمراء زاهية، وذيل وأجنحة طويلة رمادية اللون، وبطن أبيض مائل للرمادي. يتسم الذكور والإناث والصغار غير المتكاثرين باللون الرمادي والبني في الغالب، على الرغم من أن الذكور قد يحتفظون بآثار من الريش الأزرق والأسود. جميع الذكور لديهم منقار أسود وتورمات (حلقة العين والجلد العاري بين العينين والمنقار)، في حين أن الإناث لديها منقار أسود، وتقرحات حمرة وحلقة عيون رمادية شاحبة. سيطور الذكور غير الناضجين أفراخ سوداء بعمر ستة أسابيع وينسلخون عمومًا إلى ريش تكاثر غير مكتمل في موسم التكاثر الأول بعد الفقس. هذا له مظهر غير مكتمل أو متقطع، مع مزيج من الريش الأزرق والرمادي على الرأس، والأسود والرمادي على الثدي؛ تكتسب الطيور التي تنشأ في وقت مبكر من موسم التكاثر ريشًا للزواج مبكراً عن تلك التي تولد في وقت متأخر. الأكثر كمالًا هو انسلاخ ريش زواجهم بحلول ربيعهم الثاني، على الرغم من أن البعض قد يحتاج إلى سنة أخرى. لوحظ وجود ريش التكاثر للعديد من الذكور في مجموعة واحدة في نفس الوقت، على الرغم من أنه من غير المعروف ما إذا كان أو كيف يرتبط هذا بالسيطرة أو بحالة التكاثر.
يفقد كلا الجنسين ريشه في الخريف بعد التكاثر، حيث يكتسي الذكور ريش حماية غير متكاثر. سوف ينسلخون مرة أخرى إلى ريش العرس في الشتاء أو الربيع يُستبدل ريش الجسم في كل تساقط بينما يكون ريش الجناح والذيل في الربيع فقط، على الرغم من أنه يمكن استبدال ريش الجسم في أي وقت في حالة تلفه أو ضعفه. الريش ذو اللون الأزرق، وخاصة أغطية الأذن، للذكور المتكاثرة شديد التقزح اللوني بسبب السطح الملتوي والمسطح للأُسيلات. يعكس الريش الأزرق أيضًا الضوء فوق البنفسجي بقوة، وبالتالي قد يكون أكثر بروزًا للخيالات الآخرين، الذين تمتد رؤيتهم للألوان إلى هذا الجزء من الطيف.

### أصوات
يستخدم الاتصال الصوتي بين الجنيات ذات الأجنحة الحمراء في المقام الأول للتواصل بين الطيور في مجموعة اجتماعية ولإعلان الدفاع عن منطقة ما. إنهم قادرون على تمييز الأفراد المختلفين على أساس الأغنية وحدها، وهو جزء لا يتجزأ من تحديد أعضاء المجموعة والغرباء. الأغنية الأساسية، أو "النوع الأول"، عبارة عن موجة عالية النبرة مدتها من ثانية إلى أربع ثوان وتتألف من 10-20 عنصرًا قصيرًا في الثانية؛ تُغنى من قبل كل من الذكور والإناث، لا سيما عندما يكون هناك نزاع حول حدود المنطقة. يحدث الغناء بشكل متكرر قبل الفجر وبعده مباشرة. تحافظ الطيور التي تبحث عن الطعام على اتصال مع بعضها البعض من خلال نغمات تنازلية ناعمة ومتكررة، بينما تعمل صفيراً بصوت عالٍ وحاد كمكالمة إنذار.

## توزيع والسكن

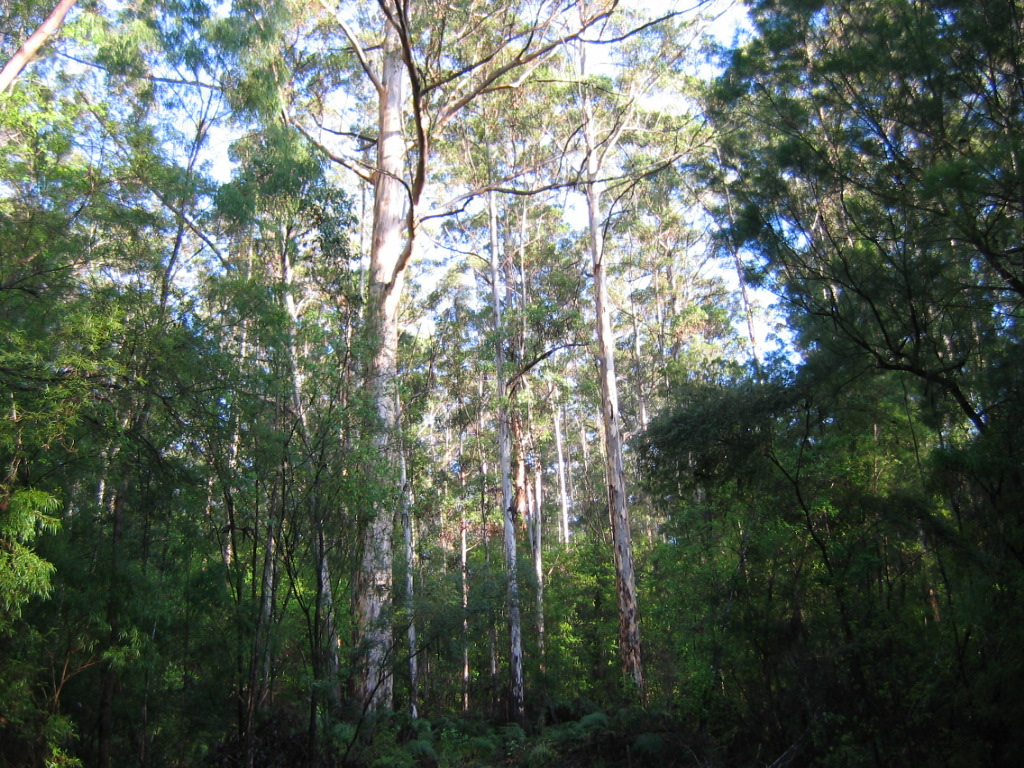
غابة كاري بالقرب من كاسكيدس في غرب بيمبرتون، غرب أستراليا

تتواجد الجنيات ذات الأجنحة الحمراء في الركن الجنوبي الغربي من غرب أستراليا، من نهر مور شمال بيرث جنوبًا إلى منطقة مارغريت ريفر ، أستراليا الغربية [الإنجليزية] وشرقًا إلى ألباني. إنه شائع في أجزاء من نطاقه، على الرغم من وجود بعض الأدلة على الانخفاض من تجفيف المستنقعات. يعيش في قاع كاري أوكالبتوس مارغيناتا [الإنجليزية]. يبدو أن الغابات القديمة هي موائل أقل ملاءمة، بينما يبدو أن الطيور تنجذب إلى المناطق المضطربة بعد قطع الأشجار. تؤدي الحرائق أيضًا إلى اختفاء السكان، والعودة بعد فترة عامين. مزارع الغابات من الصنوبر والكافور غير مناسبة بشكل عام لأنها تفتقر إلى الشجيرات الكافية.
داخل موطن الغابة، تفضل الجنيات ذات الأجنحة الحمراء الأخاديد الرطبة وسيف أLepidosperma إفوسوم [الإنجليزية]. تقع على حدود نطاق الجنيات المتنوعة على الحد الشمالي من مداها، والجنيات الزرقاء الصدر في الحد الشرقي، حيث يحتل هذان النوعان فركًا جافًا بينما تقتصر الجنيات ذات الأجنحة الحمراء على الغابات الرطبة. يعزز الافتقار إلى الأشكال الوسيطة حالة كل الأصناف الثلاثة كأنواع منفصلة.
المواقع التي حددتها جمعية الطيور العالمية على أنها مهمة للحفاظ على الجنيات ذات الأجنحة الحمراء هي منطقة Araluen-Wungong الهامة للطيور [الإنجليزية] و منطقة جالبراجوب الهامة للطيور [الإنجليزية] و منطقة Mundaring-Kalamunda الهامة للطيور [الإنجليزية] و منطقة شمال داندالوب الهامة للطيور [الإنجليزية] وسلسلة جبال ستيرلينغ [الإنجليزية] وخليج شعبان وجبل مانيبيكس منطقة الطيور المهمة [الإنجليزية].

## السلوك والبيئة
القفز، مع ترك كلا القدمين للأرض والهبوط في وقت واحد، هو الشكل المعتاد للحركة، على الرغم من أن الطيور قد تجري أثناء أداء "عرض تشغيل القوارض" المفصل أدناه. يدعم توازنه بواسطة ذيل كبير نسبيًا، والذي عادة ما يكون مستقيماً ونادراً ما يكون ساكناً. توفر الأجنحة القصيرة والمستديرة رفعًا أوليًا جيدًا وهي مفيدة للرحلات القصيرة، ولكن ليس للرحلات الطويلة.

### المغازلة والتربية
الجنيات ذات الأجنحة الحمراء هي نوع من أنواع الطيور ذات التكاثر التعاوني، مع زوج أو مجموعة صغيرة من الطيور تحافظ على المنطقة وتدافع عنها على مدار السنة. متوسط هذه المناطق حوالي 0.4-2.4 هكتار (1-6 فدان ) في الموطن الأمثل لغابات الكاري الطويلة، على الرغم من أنها أصغر حجمًا وتقتصر على شجيرات ضفة النهر الكثيفة في المواطن الأقل ملاءمة. المنطقة التي تُصان كبيرة بما يكفي لدعم المجموعة في السنوات الفقيرة أو لاستيعاب أعضاء جدد بعد موسم تكاثر جيد. تتراوح المجموعات من عضوين إلى تسعة أعضاء بحجم متوسطه أربعة طيور، وهي الأكبر لأي جنيات دُرست حتى الآن. يُعتقد أن هذا يرجع إلى معدل البقاء السنوي المرتفع للغاية وشغل الأراضي المناسبة. على الرغم من انخفاض معدلات التكاثر، إلا أن الطيور الصغيرة لا يزال لديها عدد قليل من الوظائف الشاغرة المتاحة لها للتشتت فيها. الأزواج أحادية الزواج اجتماعيًا، وتنتهي العلاقات في الغالب عندما يموت أحد الشريكين. يختار الناجي في هذه الحالة شريكًا جديدًا، غالبًا طائرًا مساعدًا في المجموعة. على الرغم من عدم دراستها بشكل مباشر، من المحتمل أن تكون الخيالات ذات الأجنحة الحمراء المزدوجة مختلطة جنسيًا، حيث يتزاوج كل شريك مع أفراد آخرين. تعتبر المساعدين الإناث أكثر شيوعًا في هذا النوع من الأنواع الأخرى التي دُرست بشكل مكثف، وهي خرافية رائعة [الإنجليزية]. أكثر من نصف المجموعات لديها مساعدان أو أكثر، غالبًا من الإناث، يقومون بإطعام الفراخ وتقليل عبء العمل على الإناث المتكاثرة. لقد ثبت أن المساعدين يحسنون النجاح التناسلي في هذا النوع من خلال زيادة عدد الصغار الذين يعتنون بهم بنجاح سنويًا من 1.3 إلى طائرين. هناك بعض الأدلة على أن الجماعات التي تضم مساعدين ذكور قد توسع حدود المنطقة مع "بداية" لاحقة لمنطقة جديدة بواسطة مساعد.
مثل غيره من الجنيات، لوحظ وجود جنيات ذكور ذات أجنحة حمراء تحمل بتلات ذات ألوان زاهية لعرضها على الإناث كجزء من طقوس الخطوبة. في هذا النوع، كانت البتلات التي سُجلت صفراء أو بيضاء نادرًة. تُعرض البتلات وتقدم إلى أنثى في منطقة جنية الذكر أو منطقة أخرى. يُنظر إلى شاشة "مروحة الوجه" بشكل عام على أنها جزء من سلوكيات العرض العدوانية أو الجنسية؛ وهي تنطوي على إحراق خصلات الأذن الزرقاء من خلال نصب الريش. كما يُستخدم ريش الظهر العلوي باللون الأزرق الفضي بشكل بارز في العرض أكثر من الأنواع الأخرى.
موسم التكاثر أقصر من موسم الجنيات الأخرى، من أكتوبر (ونادرًا سبتمبر) وحتى ديسمبر. يُبني العش من قبل الأنثى فقط، يقع العش بشكل عام في نباتات كثيفة وحوالي 20 سـم (8 بوصة) فوق الأرض. إنه هيكل مستدير أو مقبب مصنوع من أعشاب منسوجة بشكل فضفاض وشبكات عنكبوتية، مع مدخل في جانب واحد. قد تصطف المناطق الداخلية بالعشب الناعم والمواد من الياسمين الشائع وبانكسيا غرانديز . قد توضع حضنة واحدة أو نادرًا، حاضنة في موسم واحد، وتُوضع الثانية في المتوسط بعد 51 يومًا من الأولى. يتكون القابض من بيضتين أو ثلاث بيضات غير لامعة بيضاء كريمية الشكل، بيضاوية مدببة الشكل مع بقع وبقع بنية ضاربة إلى الحمرة، بقياس 12 مـم × 16 مـم (0.47 بوصة × 0.63 بوصة). تحتضن الأنثى البيض بمفردها لمدة ساعة تقريبًا في كل مرة، وبعد ذلك يتصل بها الذكر وتتركها لتتغذى على وجه السرعة لمدة 15-30 دقيقة قبل العودة. غالبًا ما ينحني ذيلها الطويل من مساحة العش الضيقة وهو مؤشر إلى مجال مفيد للتعشيش. تستغرق فترة الحضانة من 14 إلى 15 يومًا، تقل يومًا في الحضانات اللاحقة، ويقدر أن 94٪ من البيض يفقس بنجاح. الأفراخ حديثة الفقس هي ألتريسية - حمراء اللون، عارية وعمياء. في غضون يوم واحد، تصبح بشرتهم أغمق إلى اللون الأزرق الرمادي مع نمو الريش تحتها. يظهر الريش الأساسي المغمد عبر الجلد بحلول اليوم الثالث وتبدأ العيون في الانفتاح في اليوم الخامس وتفتح بالكامل في اليوم التالي. يطعم الصغار وتزال أكياسهم البرازية من قبل جميع أعضاء المجموعة لمدة 11-12 يوماً، وفي ذلك الوقت يتحررون. على الرغم من أن ذيولها وأجنحتها كاملة الريش، إلا أنها لم تنمو بشكل كامل وهي طيور ضعيفة. تستغرق أجنحتها 10 أيام أخرى لتنمو بشكل كامل، وخلال هذه الفترة تظل مختبئة جيدًا بالقرب من العش. سيطعمها الآباء والطيور المساعدة لمدة شهر تقريبًا بعد أن ينمو ريشها. غالبًا ما تبقى الطيور الصغيرة في مجموعة العائلة كمساعدين لمدة عام أو أكثر قبل الانتقال إلى مجموعة أخرى. تصل الطيور إلى مرحلة النضج الجنسي في عمر عام واحد، ولكن تميل الإناث إلى عدم التكاثر حتى عامها الثالث، حيث تندر أماكن التكاثر الشاغرة. نادراً ما تلعب أعشاش الجنيات ذات الأجنحة الحمراء دور المضيف لطفيليات الحضنة، على الرغم من تسجيل التطفل من قبل الوقواق البرونزي في هورسفيلد والوقواق ذي الذيل المروحة.

### تغذية
مثل جميع الجنيات الخيالية، فإن الجنيات ذات الأجنحة الحمراء عبارة عن مغذي نشط لا يهدأ، يبحث عن الطعام في شجيرات الأقواس والمنخفضة، وكذلك في نفايات الأوراق على الأرض بالقرب من المأوى. سوف يصعد أحيانًا الأشجار حتى 5 م (16 قدم) فوق سطح الأرض في جزئها السفلي، خاصة في أواخر الصيف والخريف حيث أن لحاء الأوكاليبت المتساقط هو مصدر غني لمفصليات الأرجل. ومع ذلك، تتعرض الطيور للحيوانات المفترسة المحتملة وبالتالي تكون الغزوات سريعة. وتستهلك مجموعة واسعة من المخلوقات الصغيرة، معظمهم من الحشرات، وتأكل النمل والخنافس على مدار العام، وتضيف العناكب والبق واليرقات إلى نظامهم الغذائي خلال موسم التكاثر. خلال فصلي الربيع والصيف، تنشط الطيور في هجمات خلال النهار وترافق بحثها عن الطعام بالأغاني. تتعدد الحشرات ويسهل اصطيادها مما يسمح للطيور بالراحة بين الغزوات. غالبًا ما تأوي المجموعات وتستريح معًا أثناء حرارة النهار. يصعب العثور على الطعام خلال فصل الشتاء ويتطلب منهم قضاء يومهم في البحث عن الطعام باستمرار. يعتبر النمل على وجه الخصوص مصدرًا غذائيًا مهمًا خلال هذه الفترة، حيث يشكل نسبة عالية من النظام الغذائي.

### التهديدات
تشمل الحيوانات المفترسة الرئيسية في الأعشاش طيور العقعق الأسترالية، وطيور الجزار، و kookaburras الضاحك، و currawongs، والغربان، والغربان، و سمنة صردية بالإضافة إلى الثدييات المعروفة مثل الثعلب الأحمر والقط والفأر الأسود. مثل الأنواع الأخرى من الجنيات، قد تستخدم الجنيات ذات الأجنحة الحمراء "عرض تشغيل القوارض" لصرف الحيوانات المفترسة عن أعشاش الطيور الصغيرة. أثناء القيام بذلك، ينزل رأس وعنق وذيل الطائر، وترفع الأجنحة إلى الخارج وينفش الريش بينما يجري الطائر بسرعة ويصدر نداء إنذار مستمر.
لوحظ في هذا النوع، ظهور عرض رفرفة الجناح في العديد من المواقف: تستجيب الإناث، ويفترض أن تذعن، لعروض التودد الذكورية، والصغار يتسولون الطعام، من خلال مساعدي الطيور الأكبر سنًا، والذكور غير الناضجين لكبار السن. تخفض الجنيات رأسها وذيلها، وتمدد وترتج أجنحتها وتحافظ على منقارها مفتوحًا بصمت.

### عمر
معدل البقاء على قيد الحياة للجنيات من موسم إلى آخر مرتفع بشكل عام لمثل هذه الطيور الصغيرة، ولدى الجنيات ذات الأجنحة الحمراء أعلى معدل على الإطلاق — حيث يعيش 78 ٪ من الذكور المتكاثرون و 77 ٪ من الإناث المتكاثرة من سنة إلى أخرى. ليس من غير المألوف أن تصل الجنيات ذات الأجنحة الحمراء إلى 10 سنوات، وأكبر فرد معروف حتى الآن يبلغ من العمر 16 عامًا.

## نص مقتبس
Rowley، Ian؛ Russell, Eleanor (1997). Bird Families of the World:Fairy-wrens and Grasswrens. Oxford: Oxford University Press. ISBN:978-0-19-854690-0.

## روابط خارجية
- صحيفة وقائع حياة الطيور
- فيديوهات خرافية ذات أجنحة حمراء على مجموعة الطيور على الإنترنت| معرفات الأصنوفة | المَرفَق العالمي لمعلومات التنوع الحيوي (GBIF) • أنا عالم طبيعة (iNaturalist) • قاعدة بيانات زينوكانتو (Xeno-canto) • المرصد الرقمي للطيور (eBird) • قاعدة بيانات أفباس (Avibase) • المركز الوطني الأمريكي لمعلومات التقانة الحيوية (NCBI) • موقع تنوع الحيوانات (ADW) • السجل المُؤقَّت للأنواع البحريَّة وغير البحريَّة (IRMNG) • نظام معلومات التصنيف المتكامل (ITIS TSN) |